# Jessica Merkens
Jessica Merkens is een Nederlands langebaanschaatsster en marathonschaatsster, Sport en onderzoeksjournalist, Podcaster, en Auteur. Ze is gespecialiseerd in sportjournalistiek en onderzoeksjournalistiek. Ze maakte (onderzoeksjournalistieke) producties voor de Volkskrant, NRC en Reporter Radio (KRO-NCRV), met name over sport. Ze schrijft ze over schaatsen, wielrennen en triatlon voor magazines en Engelstalige media. Daarnaast heeft ze in 2023 het boek "Op Eigen Houtje" uitgebracht, met de ongelooflijke verhalen van vrouwen in de elfstedentocht.

## Schrijfster
In Januari 2023 heeft Jessica Merkens haar eerste boek uitgebracht bij uitgeverij Ambo/Anthos. "Op Eigen Houtje" beschrijft de ongelooflijke verhalen van vrouwen in de elfstedentocht, waarin Jessica Merkens een bijzondere en unieke inkijk in de Nederlandse schaatshistorie van vrouwen, van 1890 tot heden. De avonturen van echte schaatsheldinnen in de Elfstedentocht.
De Elfstedentocht reed marathonschaatser Jessica Merkens nooit. Nieuwsgierig naar de oorsprong van haar eigen fascinatie voor het schaatsen onderzoekt ze de geschiedenis van vrouwen in de Tocht der Tochten. Deze zoektocht leidt haar naar het einde van de negentiende eeuw en ze stuit op de ongelooflijke verhalen van haar voorgangsters. Ze gingen niet alleen de strijd aan met de vermoeidheid en de elementen, maar ook met vooroordelen en verwachtingen die de maatschappij van hen had. In Op eigen houtje brengt Jessica Merkens de spannende verhalen samen van vrouwen die ondanks de tijdsgeest een ongekende prestatie leverden.
In de eerste maand na uitgave heeft het boek veel positieve reacties opgeleverd bij recensenten en in de media:
‘Een onthullend boek belicht de prestaties van vrouwen in de tocht, en onderzoekt hoe zij werden behandeld’ - vier ballen, NRC
‘Op eigen houtje is een pareltje onder de sportbiografieën’ – Biografieportaal.nl
‘Weergaloos beschrijft zij de grimmige strijd tegen jezelf, het ijs en de tegenstander.’ – Eva Maria Staal

## Elfsteden Podcast
In de Elfsteden Podcast haalt Jessica Merkens de verhalen op van de mensen die de Elfstedentocht mee hebben gemaakt. De enerverende verhalen van onder meer toerrijders, wedstrijdschaatsers, toeschouwers, burgemeesters, verslaggevers, Koek en Zopie standhouders en veel meer worden besproken. 
| Aflevering | Gast                               | Titel | Datum            |
| ---------- | ---------------------------------- | --- | ---------------- |
| 1          | Betty en Wim Westerveld            | 'Ze wilden me opnemen in het ziekenhuis. Ik zei, ik kom van de Elfstedentocht! Ik ga toch niet in een bed liggen!' | 9 Januari 2020   |
| 2          | Klasina Seinstra en Manon Kamminga | 'De tranen staan in je skibril. En dan moet je nog tópsport bedrijven..'                                           | 17 Februari 2020 |
| 3          | Maas Merkens                       | 'Nederland is vanaf het water zo schitterend mooi. Op natuurijs zijn alle mensen gelijk'                           | 15 Februari 2020 |
| 4          | Johann Olav Koss                   | 'Andere schaatsers wensten ons succes. We hadden echt geen idee waar we aan begonnen waren...'                     | 2 Maart 2021     |
| 5          | Klaas Schaap                       | 'Mijn ogen waren klonten geworden'                                                                                 | 18 Mei 2021      |
| 6          | Stien Kaiser                       | ’In die witte sneeuw zag je zoveel bloed’                                                                          | 24 December 2021 |
| 7          | Arnold Gaasenbeek                  | ’Ik hoorde ze in het donker van me weg schaatsen. En dan ben je alleen..’                                          | 3 Januari 2022   |
| 8          | Marnix Koolhaas                    | ’De uitdrukking voor spek en bonen komt regelrecht uit de schaatscultuur’                                          | 17 December 2022 |
| 9          | Lenie van der Hoorn                | ’Bij natuurijswedstrijden werd nooit over vrouwen gesproken’                                                       | 30 December 2022 |

## Schaatsen
Op de langebaan nam Merkens in 2016 deel aan de Wereld Universiteitskampioenschappen schaatsen, waar ze een bronzen medaille behaalde op het onderdeel massastart. Ze deed ook mee aan de massastart op de Nederlandse kampioenschappen afstanden van 2016, 2017 en 2019.
Bij de marathons op kunstijs werd Merkens in maart 2012 en december 2019 kampioen van Utrecht. In januari 2017 en vooral in februari 2018 was ze dicht bij een overwinning in de KPN Marathon Cup. Zowel in Rotterdam (2017) als Tilburg (2018) won haar voormalige teamgenote Lisa van der Geest en werd Merkens tweede.
Op het natuurijs van de Weissensee greep ze tijdens het Open NK 2017 net naast een medaille. Ze zat mee met de vroege ontsnapping, waarvan in de finale vier vluchters overbleven. In 2018 werd ze tweede in het criterium op de Weissensee.

### Persoonlijke records langebaan
| Afstand    | Tijd    | Datum         | Baan            |
| ---------- | ------- | ------------- | --------------- |
| 500 meter  | 43,26   | 14 maart 2015 | Calgary         |
| 1000 meter | 1.23,39 | 15 maart 2015 | Calgary         |
| 1500 meter | 2.06,61 | 14 maart 2015 | Calgary         |
| 3000 meter | 4.25,97 | 15 maart 2015 | Calgary         |
| 5000 meter | 8.00,25 | 5 maart 2016  | Baselga di Pinè |

Bron: Profiel van Jessica Merkens op Speedskatingresults

### Ploegen marathon
- 2010/2011 Mijnten-Wessels, Baanselectie Utrecht
- 2011-2024 Groenehartsport.nl; Mastermind; Mastermind-Rekenservice-VGR; VGR Sport-Vreugdenhil